# Umberto Sacripante
Pour les articles homonymes, voir Sacripante.
Umberto Sacripante de son vrai nom Umberto Sacripanti né à Rome le 2 octobre 1904 et mort dans la même ville le 14 janvier 1975 est un acteur italien.

## Filmographie partielle
- 1930 : La Dernière Berceuse (La canzone dell'amore) de Gennaro Righelli
- 1931 : Resurrectio d'Alessandro Blasetti
- 1931 : Cour d'assises (Corte d'Assise) de Guido Brignone
- 1932 : La vecchia signora de Amleto Palermi
- 1932 : Le Palio de Sienne (Palio) d'Alessandro Blasetti
- 1932 : Il dono del mattino d'Enrico Guazzoni
- 1933 : Aria di paese d'Eugenio De Liguoro
- 1933 : Il caso Haller d'Alessandro Blasetti
- 1934 : 1860 d'Alessandro Blasetti
- 1934 : Seconda B de Goffredo Alessandrini
- 1938 : Ettore Fieramosca d'Alessandro Blasetti
- 1939 : Montevergine de Carlo Campogalliani
- 1939 : Une aventure de Salvator Rosa (Un'avventura di Salvator Rosa) d'Alessandro Blasetti
- 1942 : La Farce tragique (titre original : La cena delle beffe) de Alessandro Blasetti
- 1952 : Heureuse Époque (Altri tempi - Zibaldone n. 1) d'Alessandro Blasetti
- 1952 : La Muette de Portici (La muta di Portici) de Giorgio Ansoldi
- 1955 : Il prigioniero della montagna (Flucht in die Dolomiten) de Luis Trenker